# Faro de Fugløykalven
El faro de Fugløykalven (en noruego: Fugløykalven fyr) es un faro en el municipio de Karlsøy, provincia de Troms, Noruega. Está instalado en el islote de Fugløykalven, al noroeste de Nord-Fugløya. Es considerado como el faro más aislado y complejo de operar de Noruega.

## Historia
Fue construido en 1920 y automatizado en 2003. Está enlistado como zona protegida.
El faro de Fugløykalven es octagonal, hecho de piedra y cuenta con una galería y la linterna. La lente de Fresnel original sigue en uso, dando 19 colores (la mayor cantidad de colores en toda Noruega). Está pintado de color blanco y el techo de color rojo. Las luces son de color blanco, rojo o verde dependiendo de la dirección, dando la luz característica dos veces cada 8 segundos.